# 笑ってポン! 〜君たち、見ないとアレするよ! 〜
笑ってポン！〜君たち見ないとアレするよ！〜（わらってぽん きみたちみないとあれするよ）は、インターネットテレビ番組のGyaOジョッキーで放送されていたトークバラエティ番組である。2008年4月25日からは『ケイダッシュステーション、ブレイクは突然に!』とタイトルが変更されている。

## 概要
ケイダッシュステージ所属の人気タレントや芸人とともに進行していくトークバラエティ番組。毎週金曜日、22時〜23時に生放送。（2007年4月末までは、毎週金曜日23時〜24時）内容は、ゲストによって多少変わるが、大抵はゲストにかかわることへのお題を出されてそれに答えるといったスタイル。この番組に正式なレギュラーは存在しないが毎回、相沢真紀（現：相沢まき）が出演している。
なお、TBS系で放送していた「笑ってポン!」との関係は特にない。

## 番組タイトルの変遷
- 第1-4回 「芸ダッシュ愛」(2006年12月8日-12月27日)
- 第5-21回 「地上波進出不可！笑ってポン！！」 (2007年1月12日-5月18日)
- 第22-66回 「笑ってポン！〜君たち見ないとアレするよ！〜」 (2007年5月25日-2008年4月18日)

## 放送リスト
| 放送回数                                                              | 放送日         | 出演者（MC）                                          | 出演者（ゲスト）   |
| --------------------------------------------------------------------- | -------------- | ----------------------------------------------------- | ------------------ |
| 第1回                                                                 | 2006年12月8日  | スザンヌ、ビックスモールン                            |                    |
| 第2回                                                                 | 2006年12月13日 | 連戦姉妹、ぺる                                        |                    |
| 第3回                                                                 | 2006年12月20日 | オードリー、小塚つかさ                                |                    |
| 第4回                                                                 | 2006年12月27日 | スザンヌ、相沢真紀                                    |                    |
| 第5回                                                                 | 2007年1月12日  | 原口あきまさ、スザンヌ、オードリー                    |                    |
| 第6回                                                                 | 2007年1月19日  | 小塚つかさ、三日月シュガー                            |                    |
| 第7回                                                                 | 2007年1月26日  | 相沢真紀、前田健                                      |                    |
| 第8回                                                                 | 2007年2月2日   | 相沢真紀、連戦姉妹                                    |                    |
| 第9回                                                                 | 2007年2月9日   | 相沢真紀、はなわ、島崎俊郎                            |                    |
| 第10回                                                                | 2007年2月16日  | 相沢真紀、Hi-Hi                                       | 安藤沙耶香         |
| 第11回                                                                | 2007年2月23日  | 相沢真紀、ビックスモールン                            |                    |
| 第12回                                                                | 2007年3月9日   | 相沢真紀、ビックスモールン                            |                    |
| 第13回                                                                | 2007年3月16日  | 相沢真紀、ぺる、スザンヌ                              | 浦えりか           |
| 第14回                                                                | 2007年3月23日  | 相沢真紀、Hi-Hi、オードリー                           |                    |
| 第15回                                                                | 2007年3月30日  | 相沢真紀、大輪教授                                    |                    |
| 第16回                                                                | 2007年4月6日   | 相沢真紀、ハマカーン                                  |                    |
| 第17回                                                                | 2007年4月13日  | 相沢真紀、ビックスモールン                            |                    |
| 第18回                                                                | 2007年4月20日  | 相沢真紀、原口あきまさ、オードリー                    |                    |
| 第19回                                                                | 2007年4月27日  | ぺる、連戦姉妹                                        |                    |
| 第20回                                                                | 2007年5月11日  | 相沢真紀、モンキーチャック                            |                    |
| 第21回                                                                | 2007年5月18日  | (不詳)                                                |                    |
| 第22回                                                                | 2007年5月25日  | 相沢真紀、連戦姉妹                                    |                    |
| 第23回                                                                | 2007年6月8日   | ハマカーン、どきどきキャンプ、スザンヌ                |                    |
| 第24回                                                                | 2007年6月15日  | 相沢真紀、小塚つかさ、Hi-Hi                           |                    |
| 第25回                                                                | 2007年6月22日  | 相沢真紀、三日月シュガー                              | 大沢友里江         |
| 第26回                                                                | 2007年6月29日  | 小塚つかさ、Hi-Hi                                     |                    |
| 第27回                                                                | 2007年7月6日   | 相沢真紀、ビックスモールン                            |                    |
| 第28回                                                                | 2007年7月13日  | 相沢真紀、矢じるし                                    |                    |
| 第29回                                                                | 2007年7月20日  | 相沢真紀、どきどきキャンプ                            |                    |
| 第30回                                                                | 2007年7月27日  | 相沢真紀、ビックスモールン                            |                    |
| 第31回                                                                | 2007年8月3日   | 相沢真紀、Hi-Hi                                       |                    |
| 第32回                                                                | 2007年8月10日  | 相沢真紀、いちご姫                                    |                    |
| 第33回                                                                | 2007年8月17日  | 相沢真紀、連戦姉妹                                    |                    |
| 第34回                                                                | 2007年8月24日  | 相沢真紀、前田健                                      |                    |
| 第35回                                                                | 2007年8月31日  | 相沢真紀、三日月シュガー                              |                    |
| 第36回                                                                | 2007年9月7日   | 相沢真紀、ハマカーン                                  |                    |
| 第37回                                                                | 2007年9月14日  | 相沢真紀、ビックスモールン                            |                    |
| 第38回                                                                | 2007年9月21日  | 相沢真紀、HEY!たくちゃん                              |                    |
| 第39回                                                                | 2007年9月28日  | 相沢真紀、小塚つかさ、Hi-Hi                           |                    |
| 第40回                                                                | 2007年10月5日  | 相沢真紀、連戦姉妹、はなわ                            |                    |
| 第41回                                                                | 2007年10月12日 | 原口あきまさ、連戦姉妹                                |                    |
| 第42回                                                                | 2007年10月19日 | 相沢真紀、三日月シュガー                              |                    |
| 第43回                                                                | 2007年10月26日 | 相沢真紀、バウンド                                    |                    |
| 第44回                                                                | 2007年11月2日  | 相沢真紀、どきどきキャンプ                            |                    |
| 第45回                                                                | 2007年11月9日  | 相沢真紀、ビックスモールン                            | 池田竜治、鶴見知大 |
| 第46回                                                                | 2007年11月16日 | 相沢真紀、Hi-Hi                                       |                    |
| 第47回                                                                | 2007年11月30日 | ぺる、大輪教授                                        |                    |
| 第48回                                                                | 2007年12月7日  | 相沢真紀、星飛雄馬                                    |                    |
| 第49回                                                                | 2007年12月14日 | ぺる、矢じるし                                        |                    |
| 第50回                                                                | 2007年12月21日 | 相沢真紀                                              | 梶原順             |
| 第51回                                                                | 2007年12月28日 | ぺる、連戦姉妹                                        |                    |
| 第52回                                                                | 2008年1月11日  | 相沢真紀、オードリー                                  |                    |
| 第53回                                                                | 2008年1月18日  | 相沢真紀                                              | 山崎みどり         |
| 第54回                                                                | 2008年1月25日  | 大輪教授、ビックスモールン（ゴン）                    |                    |
| 第55回                                                                | 2008年2月1日   | 相沢真紀、ぺる、ビックスモールン（ゴン）              |                    |
| 第56回                                                                | 2008年2月8日   | 相沢真紀、ビックスモールン（ゴン）、ズラサン          |                    |
| 第57回                                                                | 2008年2月15日  | 相沢真紀、大輪教授                                    |                    |
| 第58回                                                                | 2008年2月22日  | 相沢真紀、Hi-Hi、ズラサン                             |                    |
| 第59回                                                                | 2008年2月29日  | 相沢真紀、連戦姉妹                                    |                    |
| 第60回                                                                | 2008年3月7日   | 相沢真紀、Hi-Hi、はなわ                               | 及川奈央、絹川麗   |
| 第61回                                                                | 2008年3月14日  | 相沢真紀、星飛雄馬                                    |                    |
| 第62回                                                                | 2008年3月21日  | 相沢真紀、ビックスモールン                            | 乙黒えり           |
| 第63回                                                                | 2008年3月28日  | 相沢真紀、Hi-Hi                                       |                    |
| 第64回                                                                | 2008年4月4日   | 相沢真紀、HEY！たくちゃん                             |                    |
| 第65回                                                                | 2008年4月11日  | 相沢真紀、ビックスモールン                            | Dr.LEON            |
| 第66回 （最終回）                                                     | 2008年4月18日  | 相沢真紀、スザンヌ、ビックスモールン、 連戦姉妹、ぺる |                    |
| 2008年4月25日より、ケイダッシュステーション、ブレイクは突然に! となる |                |                                                       |                    |

※GyaOジョッキーの公式HPでは、ケイダッシュステージ所属の芸人・タレントが所々ゲスト扱いとなっているが、
ここでは、サブMCとして記載した。

## 主な出来事
- 基本的に台本が無い。
- 相沢真紀の出演依頼は、毎回放送前日に来る。
- 第17回放送（2007年4月13日）のアーカイブ放送において、最初の2分45秒は無音声となっている。
- 第1回放送は時間延長で2時間番組となる。
- 第66回放送は2時間特番「相沢真紀 生誕祭 100%まるごとマッキー」となり前半は相沢一人で、後半はお祝いに来た仲間達と進行した。